# Paul Vario
Pour les articles homonymes, voir Vario.
Paul Vario (9 juillet 1914 - 3 mai 1988) est un mafieux américain. Il est affranchi, puis caporegime et de 1972 à 1979, il est le consigliere de la famille Lucchese à New York.
Vario a formé et pris sous son aile plusieurs gangsters devenus célèbres par la suite, tels que Henry Hill, James Burke ou Thomas DeSimone. En 1980, son associé de longue date Henry Hill devient témoin pour le gouvernement et témoigne contre Vario et d'autres anciens associés. Sa vie a inspiré un personnage, Paul Cicero, dans le film, Les Affranchis.

## Vie personnelle
Paul Vario est né à New York, où il devient membre de la famille Lucchese. Il a quatre frères : Leonard Vario (1909-1981), Thomas Vario (1917-1984), Salvatore Vario (1919-1976) et Vito « Tuddy » Vario (20 janvier 1928 - 5 mars 1988).
En 1925, à l'âge de onze ans, Vario est condamné à 7 mois dans une prison pour mineurs pour avoir fait l'école buissonnière.
Lorsqu'il est adulte, Vario est arrêté pour prêts à taux usuraire, cambriolages, évasion fiscale, paris clandestins, outrage au tribunal et agression.
Surnommé « Paulie », Vario mesure 1,82 m et pèse 113 kilos. Malgré sa corpulence, il a une force physique certaine et il s'en sert pour intimider ses sous-fifres et ses ennemis juste par sa taille. Son caractère violent s'est affirmé à de multiples reprises. Ainsi une nuit, alors qu'il avait invité sa femme à dîner, le sommelier a renversé accidentellement du vin sur la robe de Phyllis qu'il a essayée de nettoyer avec un chiffon sale. Vario, devenu fou furieux, a commencé à frapper le sommelier et l'a entraîné dans la cuisine du restaurant. Le sommelier et plusieurs serveurs ont été battus et agressés à coups de couteau, alors que la porte était bloquée par un pavé. Plus tard dans la soirée, Vario a envoyé deux hommes de main avec des battes de baseball et des barres de fer pour agresser les serveurs après la fermeture du restaurant. Henry Hill a également témoigné de la violence de Vario : un jour, il a battu une serveuse dans son appartement parce qu'elle avait prévenu sa femme Phyllis qu'elle avait eu une relation avec lui. Elle s'est retrouvée avec une clavicule cassée.
Au début des années 1970, Vario fait partie du bureau de direction de « La Ligue des droits civiques des Italo-Américains » créée par Joe Colombo. Cependant, il a annulé sa participation et a retiré tout soutien quand il est devenu évident que les accusations incessantes de Colombo contre le FBI et le gouvernement des États-Unis au sujet du racisme et de la discrimination envers les Italo-Américains attiraient l'attention. Ce qui est devenu un handicap dans la gestion des affaires criminelles quotidiennes pour toute la mafia.

## Ses associés
Deux de ses associés de l'équipe Vario, James Burke et Henry Hill vont devenir célèbres. Burke pour avoir mis au point le casse du siècle, de l'époque, celui de la Lufthansa à l'aéroport JFK. Hill, quant à lui, témoigne contre Vario et a inspiré à l'auteur Nicholas Pileggi un livre à succès sur sa carrière dans la mafia (Wiseguy) qui sera retranscrit au cinéma par Martin Scorsese, Les Affranchis. Vario a introduit Hill dans la famille Lucchese et s'intéressa personnellement à lui. Il prend le jeune Henry sous son aile lorsque le garçon a entre douze ou treize ans. Il lui fait effectuer de petites commissions et il l'utilise comme voiturier.
Vario possède une station de taxis de l'autre côté de la rue où se trouve l'appartement où Henry Hill a grandi. Les années passent, Hill apprend la vie criminelle, Vario l'introduit en disant à ses associés que Hill est son neveu. Hill rencontre sa future femme Karen lors d'un rendez-vous qu'avait un des fils de Vario. Karen est devenue plus tard un courrier pour Henry, passant des messages à Vario, avec qui elle a eu une liaison.
À un moment, le protégé de Burke, Thomas DeSimone, a vraisemblablement tenté de violer la femme de Hill, Karen. Pour le punir, Vario révèle à la famille Gambino que DeSimone n'est pas encore un affranchi de la famille Lucchese. Cette information a permis de donner la permission aux Gambino d'assassiner DeSimone pour avoir lui-même assassiné deux membres des Gambino.

## Racket et affaires criminelles
L'équipe de Vario détourne des marchandises de l'aéroport international JFK. Avant 1963, l'aéroport se nomme l'aéroport Idlewild et il est la source principale de détournement de fret aérien pour la mafia new-yorkaise. En plus de l'équipe Vario, une équipe de la famille Gambino (menée par Carmine Fatico (en) et John Gotti), se servent de l'aéroport pour leur propre activité criminelle.
L’aéroport est localisé près du voisinage du territoire de l'équipe Vario dans le quartier de Brownsville dans Brooklyn. Vario utilise de son influence sur le syndicat des entrepreneurs du fret cargo aérien pour menacer l'aéroport de gréves interminables pour bloquer les enquêtes gouvernementales. Durant les années 1980, les écoutes micros du FBI cachés sur certains membres ont révélé que des mafieux de la famille Lucchese se vantaient de raconter « Nous possédons JFK ». Henry Hill a aussi confirmé que les équipes considéraient l'aéroport comme « leur Citibank personnelles ».
Vario contrôle la plupart des tripots de jeux clandestins dans le quartier de East New York dans Brooklyn. Cela inclut de nombreux jeux, les paris et les casinos clandestins. Quiconque souhaite se lancer dans les jeux clandestins dans son secteur est forcé de payer un pourcentage de ses gains à Vario pour une protection contre le vol ou des actes de violence.
Vers la fin des années 1960, Vario investit dans une casse automobile, plus probablement pour revendre des pièces détachées de voitures volées. Il a pour habitude de se servir des bureaux de la casse pour discuter de ses affaires légales et illégales.
Selon Hill, Vario a interdit à ses plus proches lieutenants le trafic de drogue. Mais lorsqu'il s'est retrouvé en prison, Hill a eu l'autorisation de dealer.
Vario possède un certain nombre d'affaires légitimes, y compris un magasin de fleuriste, un restaurant en sous-sol, une pizzeria appelée Pizzeria Presto et une station de taxi. Vario utilise ses affaires légales pour diriger ses opérations de racket. Son frère Vito « Tuddy » Vario a dirigé Euclid Avenue Cab Co. et la Pizzeria Presto. Au sommet de sa puissance, Vario gagne 25 000 $ environ par jour seulement grâce aux rackets. Il est un homme extrêmement riche. Henry Hill déclare qu'une fois, Vario lui a montré son coffre-fort personnel dans sa maison contenant près d'un million de dollars en espèces.  Sa station de taxi ainsi que sa pizzeria sont situées tout près sur l'avenue d'Euclide et sont des lieux de rencontres de prédilection pour sa bande. Durant cette période, il sert de consigliere ou de sous-boss au parrain de la famille Lucchese, Carmine Tramunti.
Selon Henry Hill, Vario n'utilise jamais un téléphone parce qu'il se pense toujours sur écoute. Au lieu de cela, il demande toujours à des intermédiaires de contacter ses soldats ou aux personnes avec qui il doit communiquer. Il est marié et a trois fils qui sont devenus impliqués dans les transactions de leur père d'une façon ou d'une autre.

## Condamnations et prison
Durant les années 1970, Vario commence à attirer beaucoup plus l'attention à la fois de FBI et de la police new-yorkaise. À la fin de 1973, Vario est mis en accusation sept fois devant une cour fédérale et d'État.
En 1970, Vario est condamné pour outrage devant une cour de justice et est envoyé au Nassau County Correctional Facility à Long Island pour sept mois.
Le 7 avril 1972, les services de police placent un dispositif d'écoute électronique à l'intérieur de la remorque de Vario dans la casse, lieu où il discute de ses affaires et commencent à recueillir des preuves contre lui. En outre, un détective de la police, portant un dispositif d'écoute, commence à visiter la remorque. Vario est convaincu que le policier est corrompu et bientôt il commence à lui proposer des pots de vin. L'opération de surveillance dure environ six mois.
En octobre 1972, la police prend d'assaut la casse à Canarsie. Le 1er novembre 1972, Vario est inculpé de corruption de témoin. Il aurait conseillé Frank Heitman, un joueur condamné, de s'enfuir en Floride pour éviter de témoigner devant un grand jury dans le comté de Nassau. Pour arrêter Vario, la police l'a pourchassé durant 20 minutes dans les rues de Brooklyn avant de l'interpeller. Le 21 novembre 1972, Vario est inculpé pour fraude à l'assurance. Lui et plusieurs de ses complices ont dérobé l'équipement d'un bateau, l'ont coulé et se sont fait indemniser 7 000 $ par les assurances. Le 7 décembre 1972, Vario est inculpé pour plusieurs accusations dont la tentative de corruption de l'officier de police de la casse automobile. Toujours en décembre 1972, Vario plaide coupable pour conduite en état d'ivresse et est soumis au régime de la liberté conditionnelle. Cependant, Vario viole les conditions de sa liberté conditionnelle et il est emprisonné en février 1973.
Le 9 février 1973, Vario est inculpé pour des accusations de fraudes fiscales. Le 6 avril 1973, il est condamné à six ans dans une prison fédérale pour fraude fiscale.
Vario est envoyé dans la prison fédérale de Lewinburg en Pennsylvanie. Durant son incarcération, Vario fait partie du tristement célèbre « couloir de la mafia » (mafia row) des prisonniers. Les mafieux vivaient des conditions d'incarcération très confortables, voire luxueuses par rapport aux autres prisonniers. Ils reçoivent de l'extérieur du vin et de la nourriture raffinée. Le soldat de la famille Lucchese, Johnny Dio, cuisine pour Vario et les autres.

## Libération de prison
En 1975, à sa sortie de prison, Vario n'est plus l'underboss dans la famille du crime organisé Lucchese, comme il l'était auparavant. Le nouveau parrain des Lucchese Anthony Corallo nomme Salvatore « Tom Mix » Santoro à sa place. En liberté conditionnelle, Vario déménage dans une maison près de Miami en Floride.
Durant les premières années de sa sortie de prison, Vario a maintenu des liens étroits avec le caporegime et célèbre trafiquant de drogue de la famille Lucchese, Joseph « Joe Beck » DiPalmero. Mis sous surveillance, le FBI pense que Vario a financé au moins une expédition de cocaïne à grande échelle avec l'aide de DiPalermo. L'expédition est saisie dans le quartier du Queens à New York à la suite d'une dénonciation à la DEA par un informateur et la saisie est estimée à 1,5 million de dollars.
En 1978, Vario approuve la participation des membres de son équipe dans le hold-up Lufthansa à l'aéroport JFK. L'idée lui est soumise par téléphone alors qu'il est à Miami. Vario donne rapidement son approbation à la condition que Burke, qui est en prison, supervise l'opération. En décembre 1978, l'équipe arrive à subtiliser 5 millions $ dans une pièce réservée à la Lufthansa

## Sa mort en prison
Le 9 février 1984, Vario est condamné pour avoir fraudé le gouvernement fédéral. De plus, Henry Hill, maintenant devenu témoin du gouvernement, a témoigné que Vario lui a fourni un travail fictif dans son restaurant. Hill est relâché de prison. Vario est condamné à quatre ans de prison dans une prison fédérale. Le 21 février 1985, alors qu'il est toujours en prison, Vario est inculpé de racket en bande organisée qui implique l'extorsion de fonds. Lui et ses complices sont accusés d'avoir extorqué plus de 340 000 $ à des compagnies de fret aériens de l'aéroport JFK par la menace de grèves exercées par les syndicats sous le contrôle de la mafia si les compagnies ne payaient pas.
Paul Vario Sr. meurt le 3 mai 1988, à l'âge de 73 ans, d'un arrêt respiratoire à la prison fédérale de Fort Worth. Il effectuait le 10e des 12 ans de sa condamnation à de la prison ferme, en grande partie à cause du témoignage d'Henry Hill. Il est enterré dans le cimetière Saint Johns dans Middle Village dans le quartier du Queens à New York.

## Notoriété
Il est principalement connu grâce à la biographie sur la vie de Henry Hill, Wiseguy: Life in a mafia family de Nicholas Pileggi dans lequel il est cité, et qui fut adaptée au cinéma par Martin Scorsese, sous le titre, Les Affranchis dans lequel son rôle est interprété par Paul Sorvino.